# R1 (Zigarettenmarke)
R1 ist eine Zigarettenmarke, die 1984 von dem Tabakunternehmen Reemtsma auf den Markt gebracht wurde. Bereits in den 1970er Jahren gab es eine Marke mit Namen Reemtsma No. 1, die 1976 folgende Werte aufwies: 1 mg Teer, 0,1 mg Nikotin und 1 mg Kohlenmonoxid und als Erfolg der Reemtsma-Tabakforschung angepriesen wurde.
In Deutschland hat sie einen Marktanteil von 1,8 % und liegt damit auf dem elften Platz der beliebtesten Zigaretten.

## Produkte
Es gibt als Ausführungen R1 Blue, R1 Red und R1 Slim Line Gold
- R1 Blue enthält 1 mg Teer, 0,1 mg Nikotin und 1 mg Kohlenmonoxid
- R1 Red enthält 2 mg Teer, 0,2 mg Nikotin und 2 mg Kohlenmonoxid
- R1 Slim Line Gold enthält 5 mg Teer, 0,5 mg Nikotin und 5 mg Kohlenmonoxid

R1 Blue und R1 Red gehören zu den leichtesten Zigarettensorten am deutschen Markt. 